# Robert Bauer (Politiker, 1882)

Robert Bauer

Franz Robert Bauer (* 28. Juni 1882 in Wiedersberg; † 11. September 1956 in Unterheinsdorf) war ein deutscher Politiker (DNVP; CNBL, SLV).

## Leben
Nach dem Besuch der Volksschule in Wiedersberg arbeitete Bauer in der Landwirtschaft. Von 1901 bis 1902 gehörte er dem Infanterie-Regiment 105 an. Von Oktober 1914 bis zum Kriegsende 1918 nahm Bauer als Landwehrmann mit dem Reserve-Infanterie-Regiment Nr. 245 am Ersten Weltkrieg teil, aus dem er als Vizefeldwebel heimkehrte.
Um 1919 trat Bauer in die Deutschnationale Volkspartei (DNVP) ein. Für diese gehörte er von 1920 bis 1929 dem Sächsischen Landtag an. Später wechselte er in die Christlich-Nationale Bauern- und Landvolkpartei (CNBL). Mit der Wahl vom Mai 1928 zog Bauer auf Vorschlag seiner Partei in den vierten Reichstag der Weimarer Republik ein, dem er bis zur Wahl vom September 1930 angehörte. Dort war er ab Dezember 1929 Mitglied der Fraktion Christlich-Nationale Arbeitsgemeinschaft. Von 1931 bis 1933 gehörte Bauer wieder dem Sächsischen Landtag an, zunächst als Mitglied der Fraktion des Sächsischen Landvolks, nach deren Selbstauflösung am 3. Februar 1932 der DNVP. Dem Reichstagshandbuch zufolge war er spätestens 1928 Besitzer seines eigenen Hofes in Wiedersberg.